# Bernd Dehmel
Bernd Dehmel (Berlín, 15 de septiembre de 1941) es un deportista de la RDA que compitió en vela en la clase Finn. Ganó una medalla de plata en el Campeonato Mundial de Finn de 1965 y una medalla de oro en el Campeonato Europeo de Finn de 1965.

## Palmarés internacional
| Campeonato Mundial | Campeonato Mundial | Campeonato Mundial | Campeonato Mundial |
| Año                | Lugar              | Medalla            | Clase              |
| ------------------ | ------------------ | ------------------ | ------------------ |
| 1965               | Gdynia (Polonia)   | Medalla de plata   | Finn               |
| Campeonato Europeo |                    |                    |                    |
| Año                | Lugar              | Medalla            | Clase              |
| 1965               | Cascaes (Italia)   | Medalla de oro     | Finn               |